# Джепа, Маргарита
Маргарита Джепа (алб. Margarita Xhepa; 2 апреля 1932, Люшня, Албанское королевство — 3 апреля 2025, Тирана, Албания) — албанская актриса

 театра и кино. Работала в Национальном театре Албании (Тирана). Народная артистка Албании.

## Биография
В 1950 году окончила класс драматическую школы искусств Джордан Миссия в Тиране и начала работу в коллективе театра в Тиране, в котором выступала около 40 лет, с перерывами в 1952—1957 годы, когда посвятила себя выступлениям на эстраде. В театре «Teatri Popullor» сыграла более 150 ролей. В кино дебютировала в 1965 году в фильме «Vitet e para». С тех пор снялась в 32 фильмах. В 1989 году вышла на пенсию, но по-прежнему входит в совет художественного Театра Национального.
Скончалась 3 апреля 2025 года.